# دهستان زرنه
دهستان زرنه نام دهستانی در بخش زرنه شهرستان ایوان، استان ایلام در ایران است. براساس سرشماری مرکز آمار ایران در سال ۱۳۸۵، جمعیت آن ۲۷۷۸ نفر (۵۷۱ خانوار) بوده‌است.